# Filharmonia Dolnośląska
Filharmonia Dolnośląska – państwowa instytucja kulturalna działająca w Jeleniej Górze. 

## Historia
Została założona w 1976 roku przez przekształcenie powstałej w 1964 Społecznej Orkiestry Symfonicznej w Jeleniej Górze w Państwową Orkiestrę Symfoniczną. Inicjatorem powstania zespołu był Stefan Strahl (późniejszy wieloletni dyrektor FD), który współtworzył ją wraz z nauczycielami Państwowej Szkoły Muzycznej w Jeleniej Górze. Od 1989 orkiestra działała pod nazwą Filharmonia im. L. Różyckiego w Jeleniej Górze, a od 1999 jako Filharmonia Dolnośląska.
Zespół filharmoników pracował pod kierownictwem artystycznym: Stefana Strahla, Tadeusza Wicherka, Roberta Satanowskiego, Andrzeja Chorosińskiego. Obecnie funkcję dyrektora naczelnego sprawuje Tomasz Janczak.